# Agrilus sallei
Agrilus sallei é uma espécie de inseto do género Agrilus, família Buprestidae, ordem Coleoptera.
Foi descrita cientificamente por Dugès, 1878.